# セルヒオ・オマール・アルミロン
セルヒオ・オマール・アルミロン（Sergio Omar Almirón, 1958年8月18日 - ）は、アルゼンチン・ロサリオ出身の元サッカー選手。ポジションはフォワード。2008年現在、現役時代の大半を過ごしたニューウェルズでGMを務めている。息子のセルヒオ・ベルナルド・アルミロンもサッカー選手である。

## 略歴
1977年にニューウェルズ・オールドボーイズでプロデビューし、このクラブで9年間過ごし、初めての欧州挑戦となったトゥールFCに1シーズン在籍し、29試合8得点をマークした。そして1994年を最後に現役を引退した。

## 代表歴
1985年にデビューし、翌年開催された1986 FIFAワールドカップでメンバー入りした。当時アルゼンチン代表では、マラドーナを除きアルファベット順に背番号を振っていたため、同大会ではフォワードながら背番号1をつけた（1982年大会のアルディレスと同様のパターン。アルディレスもMFであるがAから始まる名前のため背番号1を着用した）。彼自身は出場機会はなかったもののワールドカップ優勝を果たした。